# Gipo Farassino
Gipo Farassino (ur. jako Giuseppe Farassino 11 marca 1934 w Turynie, zm. 11 grudnia 2013 tamże) – włoski piosenkarz i kompozytor, przedstawiciel piosenki autorskiej, aktor teatralny i filmowy, piewca lokalnego folkloru miejskiego Turynu, śpiewanego w języku piemonckim. Popularny w latach 60. i 70. W latach 1994–1999 poseł do Parlamentu Europejskiego z ramienia Ligi Północnej.

## Życiorys

### Lata 50. i 60.
Giuseppe Farassino urodził się jako syn saksofonisty Alessandra Farassino. Dzieciństwo spędził w domu przy via Cuneo 6, w pobliżu Porta Pila, Wychowywał się w popularnej dzielnicy Turynu, Barriera di Milano. Po ukończeniu studiów z rachunkowości zaczął grać na gitarze i kontrabasie, występując przez dziesięć kolejnych lat z różnymi zespołami w klubach nocnych. W okresie gdy był członkiem chórku towarzyszącego Nilli Pizzi poznał swoją żonę, która również w nim śpiewała. Wykonywał zarówno piosenki skomponowane przez siebie, jak i pieśni tradycyjne we własnych opracowaniach. Nagrał kilka singli, początkowo pod pseudonimem Tony D’Angelo, a dopiero później pod prawdziwym nazwiskiem. Pod koniec 1960 roku wydał album, nagrany we współpracy z innym piemonckim piosenkarzem folk, Rizem Samaritano oraz z Giuanin 'd Porta Pila, pod którym to pseudonimem literackim skrywał się w rzeczywistości sam Farassino. Album, będący zbiorem piosenek ludowych w języku piemonckim, nosił tytuł Le cansôn ëd Pòrta Pila i był podzielony pomiędzy obu artystów. Album ten, podobnie jak i dwa kolejne, wydała mediolańska wytwórnia IPM; na trzecim z nich Farassino użył na nim po raz pierwszy przydomka Gipo. Później przeniósł się do Mediolanu, gdzie rozpoczął pracę w klubie Derby jako artysta kabaretowy i wykonawca własnych piosenek. Zdobył uznanie publiczności śpiewając w języku piemonckim piosenki, których tematem były przedmieścia, życie i trudności zwykłych ludzi, drobnych urzędników i pracowników najemnych.

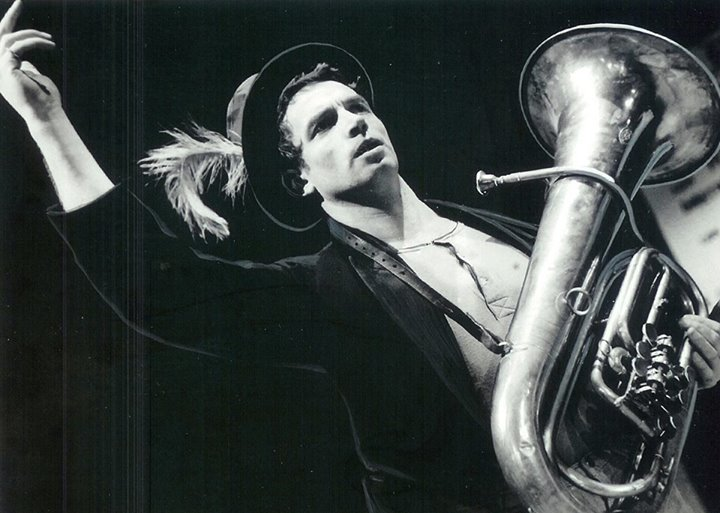
Gipo Farassino (1969)

Kilka lat spędził na Bliskim Wschodzie jako członek orkiestry. Po powrocie do Włoch przez pewien czas występował w Mediolanie, w Derby Club, gdzie wykonywał monologi, piosenki własnej kompozycji oraz tłumaczenia piosenek Georges’a Brassensa, które w połowie lat 60. przyniosły mu popularność. Podpisał umowę z wytwórnią Fonit Cetra, która wydała niektóre z jego kolejnych płyt. Artysta wydał swój pierwszy album Le cansonn dr Porta Pila, po którym przyszły następne: Auguri, Avere un amico, Due soldi di coraggio (1969), Gipo a so Turin (1970). Ważne w jego karierze okazało się poznanie Leo Chiosso, tekściarza Freda Buscaglione i dziennikarza Piero Novelli. Zaprzyjaźnił się również z Fabrizio De André. Zbliżył się do Włoskiej Partii Komunistycznej (z którą jednak po kilku latach zerwał). Z Fabriziem De André połączyło go zainteresowanie losem ludzi opuszczonych i ubogich. Wyrazem tych zainteresowań stała się piosenka „Maria dij gat”. Na przełomie lat 60. i 70. Farassino osiągnął szczyt popularności: zajął drugie miejsce na festiwalu Un disco per l’estate z piosenką „Non devi piangere Maria” oraz na Festiwalu w Lugano z „La mia città”. Dzięki aktorowi i reżyserowi Gualtiero Rizzi zadebiutował w teatrze, w tradycyjnych sztukach ludowych. Pierwszą jego rolą była postać Gelindo w sztuce pod tym samym tytułem, wystawiona 21 grudnia 1969 roku na deskach Teatro Gobetti. Spektakl objechał cały Piemont i został powtórzony w Teatro Erba w następnym sezonie.

### Lata 70.
Szczyt popularności osiągnął na przełomie lat 60. i 70. W 1970 roku jego piosenka „Senza frontiere” została odrzucona Festiwalu w San Remo z uwagi na antywojenny tekst. W tym samym roku uczestniczył w Międzynarodowych Targach Muzyki Rozrywkowej (Mostra Internazionale di Musica Leggera) z piosenką „Quando lei arriverà”, nagrał piosenkę „Annalisa” z zespołem New Trolls, a z reżyserem Massimo Scaglione założył wspólny teatr, którego repertuar miał na celu promocję kultury Piemontu (od sztuki Le Miserie di Monsiù Travet do I fastidi d’un grand om). Nadal śpiewał w języku piemonckim, napisał również wiele piosenek w języku włoskim, których melodie nawiązywały niekiedy do tradycji francuskiej. Odbywał tournée koncertowe po całym kraju. Wydał kilka płyt. Jego najpopularniejsze piosenki z tego okresu to: „Matilde Pellissero”, „L 6 ´d via Cuni”, „Sangon Blues”, „Montagne dal Me Piemont”, „Cor nen va pian” i „Serenata ciocatona”. Dał się poznać jako aktor występując w trzech filmach: Uccidere in silenzio w reżyserii Giuseppe Rolando (1972), La bottega del caffè w reżyserii Edmo Fenoglio (1973) i Un uomo, una città w reżyserii Romolo Guerrieri (1974). Kontynuował przygodę z teatrem; wystąpił w sztuce Pòrdiao, wyreżyserowanej przez Gualtiero Rizziego i wystawionej 11 listopada 1970 roku w teatrze Gobetti, a później w teatrach poza Turynem. W 1971 roku wystąpił w sztuce Notti astigiane, również wyreżyserowanej przez Rizziego.
W 1977 roku wydał album Per la mia gente, z kilkoma tekstami napisanymi we współpracy z Giorgio Conte i Paolo Conte. W tym samym roku ukazał się jego podwójny, koncertowy album Recital Gipo, a po nim Turin bei ceur (1978).

### Lata 80.
W latach 80. kontynuował wydawanie albumów: N’aptit da sonador (1982, z jedynym tekstem napisanym w języku piemonckim przez Paolo Conte), Piemonteis (1985), Canson d’amor  (1988) i Gipo recital (1990). W 1987 roku znalazł się wśród założycieli Lega Piemontese (Piemont Autonomista) – rozłamowców z ugrupowania Union Piemontèisa, założonego przez Roberto Gremmo. W latach 1987–1996 był sekretarzem w Lega Piemont. W 1989 kandydował w wyborach do Parlamentu Europejskiego.

### Lata 90.
W 1994 roku został wybrany do Parlamentu Europejskiego z listy Ligi Północnej. W Parlamencie zasiadał początkowo jako członek niezrzeszony (1994.05.19–1994.07.18), później wszedł w skład Grupy Europejskiej Liberalno-Demokratycznej Partii Reform (1994.07.19–1997. 02.18), po czym znów był członkiem niezrzeszonym (1997.02.19–1999.07.19). Był wiceprzewodniczącym Delegacji do Wspólnej Komisji Parlamentarnej UE-Malta (1997.01.30–1997.05.13) oraz członkiem Komisji ds. Transportu i Turystyki i ds. Rolnictwa i Rozwoju Wsi, a w międzyczasie członkiem Delegacji ds.: stosunków z Czechami, Słowacją i Słowenią, UE-Czechy i UE-Malta.
Kiedy zajmował się polityką, działalność artystyczna zeszła na dalszy plan. Przypomniał jedynie swoje stare nagrania w nowych aranżacjach, wydawane na albumach kompilacyjnych. Nagrał tylko kilka nowych piosenek: „Mamma mia che calura!” i „Se hai gambe cammina”, które znalazły się na albumie Ridatemi Amapola, wydanym w 1998 roku. Pod koniec lat 90. porzucił politykę i powrócił na scenę.

### XXI wiek
W 2001 roku odbył tournée po Ameryce Południowej ze spektaklem Agli amici. W sezonie 2002/2003 występował na deskach teatru Alfieri w Turynie ze zróżnicowanym repertuarem obejmujących muzykę folkową, blues, swing, a nawet jazz. W 2007 roku wydał powieść Viaggiatori paganti. W 2010 zaprezentował w Stabile Torinese spektakl Stasseira w reżyserii Massimo Scaglione, w którym dokonał podsumowania swojej kariery artystycznej oraz historii rodzinnego miasta po 1945 roku.
Chorował od dłuższego czasu. Zmarł 11 grudnia 2013 roku. Do ostatnich chwil towarzyszyła mu córka Valentina.
13 grudnia 2013 roku w Teatro Carignano w Turynie w godzinach od 11 do 14 miały miejsce publiczne uroczystości pogrzebowe Gipo Farassino.
Pochowany został na cmentarzu Pino Torinese obok żony i tragicznie zmarłej córki Cateriny (zginęła w 2005 roku w wypadku samochodowym mając 27 lat).

## Dyskografia

### Albumy
- 1967 – Auguri[4]
- 1967 – Mè Cit Turin – 12 Canzoni Per Gipo Farassino
- 1969 – Due Soldi Di Coraggio
- 1972 – Uomini Bestie E Ragionieri
- 1973 – Gipo Farassino
- 1973 – C'è Chi Vole E Chi Non Pole: Grassie Listesso
- 1974 – Guarda Che Bianca Lun-a – Gipo Canta Brofferio
- 1975 – Mantello Stivali E Coltello
- 1975 – Recital Gipo
- 1975 – Me Car
- 1977 – Per La Mia Gente
- 1980 – Gipo A Só Turin
- 1985 – Piemonteis
- Rok nieznany – El Barberin, Mauro Cipolla, Giuseppe Farassino* – Milano Canta...
- Rok nieznany – A So Turin